# Vianga
Vianga is een geslacht van vlinders van de familie Eupterotidae.

## Soorten
- V. crowleyi Aurivillius, 1904
- V. dimidiata Aurivillius, 1893
- V. magnifica Rothschild, 1917
- V. tristis Druce, 1896
- V. velutina Walker